# Rodonyà
Rodonyà (em catalão e oficialmente), Rodoñá ou Rodoña (em castelhano) é um município da Espanha na comarca de Alt Camp, província de Tarragona, comunidade autónoma da Catalunha. Tem 8,4 km² de área e em 2021 tinha 507 habitantes (densidade: 60,4 hab./km²).

## Demografia
| Variação demográfica do município entre 1991 e 2004 [carece de fontes?] | Variação demográfica do município entre 1991 e 2004 [carece de fontes?] | Variação demográfica do município entre 1991 e 2004 [carece de fontes?] | Variação demográfica do município entre 1991 e 2004 [carece de fontes?] |
| ----------------------------------------------------------------------- | ----------------------------------------------------------------------- | ----------------------------------------------------------------------- | ----------------------------------------------------------------------- |
| 1991                                                                    | 1996                                                                    | 2001                                                                    | 2004                                                                    |
| 370                                                                     | 384                                                                     | 443                                                                     | 455                                                                     |